# نهان‌سازی اطلاعات
نهانسازی اطلاعات یکی از شاخه های علوم کامپیوتر است که هدف آن تفکیک تصمیمات طراحیِ در معرضِ تغییرِ یک برنامهٔ رایانه‌ای، (تصمیماتی که به احتمال زیاد دست‌خوش تغییر خواهند شد)، و در نتیجهٔ آن، اگر یک تصمیم طراحی دچار تغییر شود، قسمت‌های دیگر برنامه از تغییرات قابل ملاحظه، در امان می‌مانند.
این جلوگیری از تغییرات، شامل فراهم آوردن یک رابط(interface) به منظور در امان ماندن قسمت‌های دیگر برنامه از پیاده‌سازی می‌باشد. (جزئیات (پیاده‌سازی) به احتمال زیاد دچار تغییر خواهند شد) به عبارت دیگر، نهانسازی اطلاعات جلوگیری از دسترسی کارخواه‌ها(client) به بخش‌هایی از کلاس یا کامپوننت نرم‌افزاری است و این کار یا از طریق امکاناتی که زبان برنامه‌نویسی در اختیار برنامه‌نویس قرار می‌دهد (مانند متغیرهای اختصاصی(private variable)) انجام می‌گیرد

## توضیح اجمالی
کلمهٔ کپسوله‌سازی گاهی به جای نهانسازی مورد استفاده قرار می‌گیرد.